# Боян-Ботево
Боя́н-Бо́тево (болг. Боян Ботево) — село в Хасковській області Болгарії. Входить до складу общини Мінеральні Бані.

## Населення
За даними перепису населення 2011 року у селі проживали 686 осіб.
Національний склад населення села:
| Національність   | Кількість осіб | Відсоток |
| ---------------- | -------------- | -------- |
| турки            | 617            | 97,9%    |
| болгари          | 10             | 1,6%     |
| цигани           | 0              | 0%       |
| інша             | 0              | 0%       |
| не визначились   | 3              | 0,5%     |
| Всього відповіли | 630            |          |

Розподіл населення за віком у 2011 році:
Динаміка населення: